# Royal Society of British Artists
Die Royal Society of British Artists (RBA) ist eine Künstlervereinigung aus London. Sie gehört der Federation of British Artists (FBA) an und hat heute ihren Sitz in den Londoner Mall Galleries, wo auch die anderen der insgesamt neun Mitglieder der Federation of British Artists untergebracht sind.

## Geschichte
Die Society of British Artists wurde am 21. Mai 1823 von einer kleinen Gruppe von Künstlern gegründet, die die Royal Academy of Arts verlassen wollten. Hintergrund war der Wunsch nach einer alternativen Möglichkeit, Arbeiten auszustellen. Schließlich wurde der Architekt John Nash beauftragt, die erste eigene Galerie der Gesellschaft in der Londoner Suffolk Street einzurichten. Die heutigen Ausstellungen finden in den Mall Galleries statt.
Der erste Präsident war 1824 der Aquarell- und Miniaturmaler Thomas Heaphy. Zu den weiteren Präsidenten der RBA gehörten bekannte Künstler wie James McNeill Whistler, Walter Sickert und in heutiger Zeit Peter Greenham. Die Bedeutung, die die Gesellschaft im 19. Jahrhundert erlangt hatte, gipfelte in der Gewährung der Royal Charter durch Königin Victoria im August 1887.
Die RBA hat sich im Laufe ihrer Entwicklung insbesondere der Ausbildung verpflichtet und unterstützte im September 1995 die Einrichtung eines neuen Fine-Art-Kurses im Rahmen der Bildenden Kunst am Northbrook College in Worthing. Dort unterrichten auch Mitglieder der RBA. Das Studium schließt mit einem Bachelor of Fine Arts (B.F.A.) ab.